# Конфликт в Северном Ливане 2007 года
Конфликт в Северном Ливане начался 20 мая 2007 и был спровоцирован перестрелкой между правительственными войсками и палестинской радикальной организацией Фатх-аль-Ислам в окрестностях Триполи. Это самый кровавый внутренний конфликт в стране со времен Гражданской войны.

## Ход конфликта

### Май
Бой начался ранним утром 20 мая в ходе полицейского рейда в Триполи, где в одном из домов по подозрению властей прятались боевики Фатх аль-Ислам, ограбившие днем ранее банк. Перестрелка продолжалась в течение дня. Этот инцидент спровоцировал столкновения в лагере палестинских беженцев Нахр-эль-Барид. Боевики атаковали блокпост правительственных войск в районе лагеря, убив нескольких спящих солдат, на что армия ответила артиллерийским обстрелом.
21 мая было принято решение временно остановить бои, чтобы увезти убитых и раненых с мест столкновений. Когда боевики открыли огонь по каретам скорой помощи, армия начала обстрел лагеря Нахр-эль-Барид, где по словам чиновников находились основные позиции Фатх аль-Ислам. В результате обстрела погибло много гражданских лиц. Среди пострадавших — сотрудники ООН и Красного креста.
Тем временем в Бейруте произошли два взрыва, ответственность за которые взяла на себя Фатх аль-Ислам. Утром был взорван автомобиль на парковке рядом с крупным супермаркетом ABC в христианском районе Ашрафия. Погибла одна женщина(задавило упавшей стеной), ранено 10 человек. Вечером также был подорван автомобиль около Российского культурного центра. 7 человек ранено, никто из россиян не пострадал.
На рассвете 22 мая боевики возобновляют атаки на позиции армии. Вновь проводится артиллерийский обстрел Нахр-эль-Барида, боевики отвечают пулеметным огнём. Тогда было принято решение перекрыть подачу электричества, воды и любых медикаментов в лагерь. Во второй половине дня группировка объявила, что с 14:30 по местному времени будет придерживаться одностороннего перемирия.
Вечером бои в лагере палестинских беженцев возобновились. При попытке доставки гуманитарной помощи в лагерь был обстрелян конвой миротворческих сил ООН. Пострадал 1 человек.
По состоянию на 18:00 22 мая общее количество жертв составило более 80 человек.
Ночью 23 мая тысячи жителей Нахр-эль-Барида воспользовались временным затишьем и в массовом порядке стали покидать лагерь. Большинство из них направилось в лагерь Бедави, расположенный неподалёку. Перемирие было нарушено ранним утром, когда боевики вновь атаковали конвой ООН с гуманитарной помощью. К вечеру Нахр-эль-Барид покинули около 15 тысяч человек — половина населения.
24 мая некоторые боевики Фатх аль-Ислам попытались прорвать блокаду лагеря и уйти по морю. Две лодки с палестинцами были вскоре замечены кораблями ВМС Ливана и были уничтожены. Все боевики погибли.

### Июнь
2 июня силы правительственных войск Ливана вошли в лагерь палестинских беженцев Нахр-аль-Барид.

### Август
8 августа палестинская группировка «Фатах аль-Ислам», связанная с международной террористической сетью «Аль-Каида», признала гибель заместителя главаря группировки Абу Хурайры. Министр информации Ливана Рази Ариди заявил тогда, что Абу Хурайра, ливанский гражданин, настоящее имя которого Шихаб аль-Каддур, был уничтожен в лагере палестинских беженцев Нахр-эль-Баред несколько дней назад. Он подчеркнул, что министр внутренних дел Ливана Хасан Сабеи отчитался перед правительством об уничтожении «номера 2» в организации «Фатах аль-Ислам». Местонахождение лидера организации Шакира Юсуфа Абси до сих пор было неизвестно. Представитель полиции сообщил, что главарь террористов был уничтожен 5 дней назад, когда двое боевиков на мотоцикле открыли огонь по полицейскому КПП в Абу-Самре, после чего попытались скрыться. Полиция ответила огнём, ранив водителя и убив его пассажира. Опознание Абу Хурайры было проведено на основании проб ДНК его родителей, проживающих в северной провинции Аккар. Родители террориста также опознали его. В этот день в ходе боев боевики убили двух военнослужащих ливанской армии.
31 августа ливанские вертолеты усилили удары по лагерю палестинских беженцев Нахр-аль-Баред после того, как террористы убили пятерых военнослужащих ливанской армии. ВВС Ливана нанесли несколько ракетных ударов по целям в квартале Сааса, в котором закрепились боевики «Фатах аль-Ислам».

### Сентябрь
2 сентября ливанская армия взяла под свой контроль лагерь палестинских беженцев Нахр-аль-Баред. В ходе развернувшихся столкновений были убиты свыше 30 террористов группировки «Фатах аль-Ислам», погибли также пятеро ливанских солдат. Эта часть террористов была уничтожена при попытке вырваться из лагеря, большая часть которого уже перешла под контроль военных. Солдаты ведут поиски беглых террористов в деревнях, расположенных по соседству с Нахр-аль-Баред. Представитель главы правительства Ливана сообщил в интервью ВВС, что сопротивление боевиков сломлено и лагерь перешел под контроль военных. Ливанские войска отметили эту победу оружейными салютами.

## Итоги
В боевых столкновениях армии с террористами с 20 мая погибли более 300 человек: по меньшей мере, 154 солдата, 120 террористов и 42 мирных жителя. Около 40.000 человек были вынуждены покинуть свои жилища.
Данные о потерях по состоянию на 4 сентября 2007 года:
- ливанские ВС — 160 человек;
- боевики и мирные жители — 220 человек